# Arteră linguală
Artera linguală se desprinde din artera carotidă externă între artera tiroidiană superioară și artera facială.  Poate fi localizată cu ușurință în limbă.

## Anatomie
Artera linguală se ramifică mai întâi din artera carotidă externă.   Merge oblic în sus și medial spre coarnele mari ale osului hioid. 
Apoi se curbează în jos și înainte, formând o buclă care este traversată de nervul hipoglos. Aceasta trece sub mușchiul digastric și mușchiul stilohioidian care se desfășoară orizontal și înainte, sub hialogos.   Astfel aceasta trece prin spațiul sublingual.  În cele din urmă, urcând aproape perpendicular pe limbă, se întoarce înainte pe suprafața inferioară până la vârful limbii, numită acum artera linguală profundă ( profunda linguae).

## Ramuri
Artera linguală dă patru ramuri principale: artera linguală profundă, artera sublinguală, ramura suprahioidiană și ramura linguală dorsală. 

### Artera linguală profundă
Artera linguală profundă (sau artera ranină) este porțiunea terminală a arterei linguale după ce se detașează de artera sublinguală. După cum se vede în imagine, se deplasează superior într-un curs sinuos de-a lungul suprafeței inferioare (ventrale) a limbii, sub longitudinal inferioris și deasupra membranei mucoase.
Se află pe partea laterală a muschiului genioglos, principalul mușchi extrinsec al limbii, însoțit de nervul lingual. Cu toate acestea, așa cum se vede în imagine, artera linguală profundă trece inferior hipoglosului (mușchiul tăiat de pe fund) în timp ce nervul lingual (neimaginat) trece superior acestuia (pentru o comparație, nervul hipoglossal, în imagine, trece superior de hialogos). La vârful limbii, se spune că se anastomozează cu artera părții opuse,  dar acest lucru este negat de Hyrtl.  În gură, aceste vase sunt plasate câte una de ambele părți ale frenulum linguæ.

### Artera sublinguală
Artera sublinguală apare la marginea anterioară a mușchiului hialogos și se desfășoară înainte între mușchiul genioglos și mușchiul milohoid până la glanda sublinguală. 
Ea alimentează glanda și dă ramuri milohioidului și mușchilor vecini, precum și membranei mucoase a gurii și a gingiilor.
O ramură se desfășoară în spatele procesului alveolar al mandibulei din substanța gingiei până la anastomoză cu o arteră similară din cealaltă parte; altă ramură străpunge miohioidul și se anastomozează cu ramura submentală a arterei faciale.

### Alte ramuri
1. Ramura suprahioidă a arterei linguale se desfășoară de-a lungul marginii superioare a osului hioid, furnizând sânge oxigenat mușchilor atașați la acesta și unindu-se (anastomozându-se) cu omonima din partea opusă.
2. Ramurile linguale dorsale ale arterei linguale constau de obicei din două sau trei ramuri mici care apar sub mușchiul hialogos. Ele urcă medial spre partea din spate a dosului limbii. [5] Acestea furnizează sânge membranelor mucoase, arcadei glosopalatină, amigdalelor, palatului moale și epiglotei ; anastomozându-se cu vasele laturii opuse.

## Fiziologie
Artera linguală vascularizează limba.  De asemenea, alimentează cu sânge și amigdalele palatine. 

## Imagini suplimentare

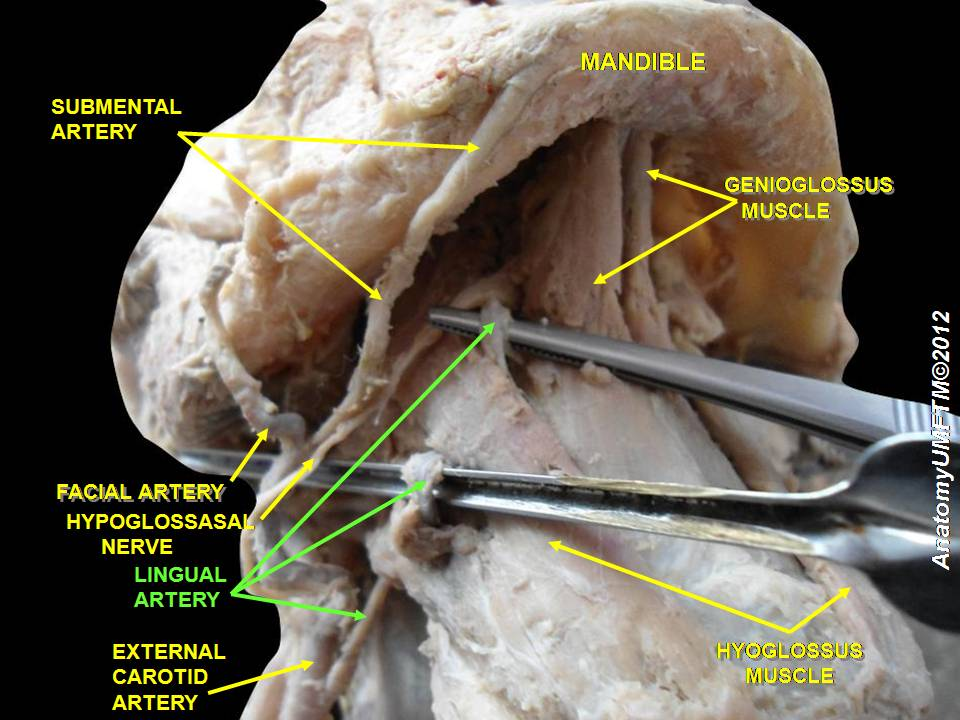
Artera linguală
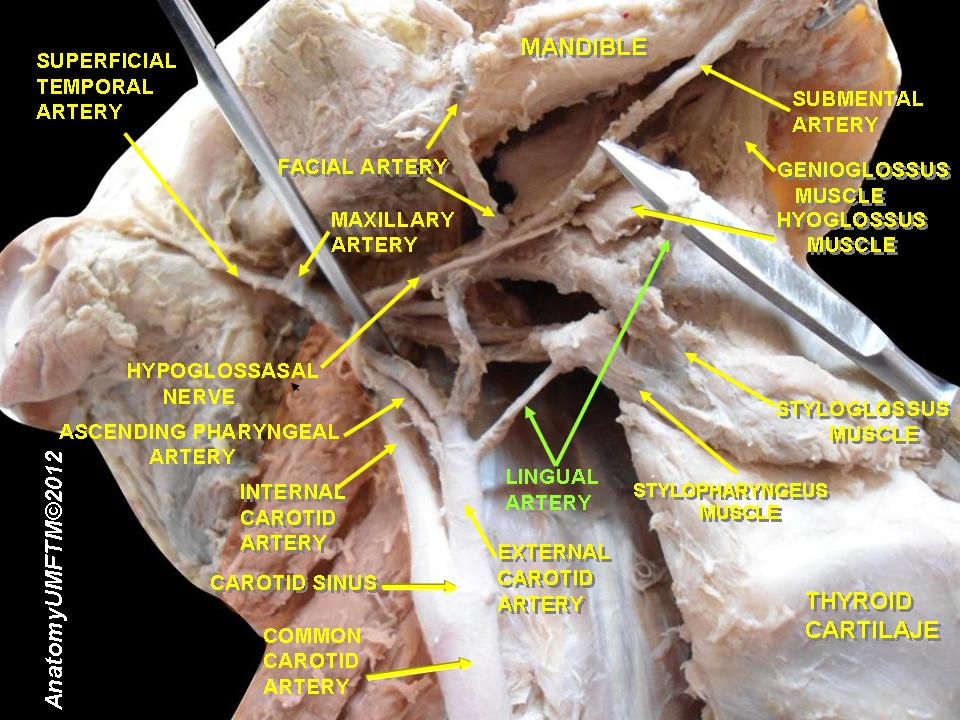
Artera linguală